# محمد بن إسماعيل (ممثل)
محمد بن إسماعيل (1953 - ) ممثل ومخرج تونسي .

## عن حياته
مخرج تونسي، وكاتب سيناريو، وممثل، ولد عام 1967، حصل على بكالوريوس في العلوم في جامعة جرنويل، ثم درس السينما والمسرح في باريس، ولوس انجلوس، وأخرج العديد من الأفلام القصيرة، منها (كوكب95، رجال وجديا)، ومن أفلامه (غدوة نحرق).

## أعماله
- 2013 : الزوجة الخامسة لالحبيب المسلماني وجمال الدين خليف (ضيف شرف)

## روابط خارجية
- محمد بن إسماعيل على موقع IMDb (الإنجليزية)
- محمد بن إسماعيل على موقع قاعدة بيانات الأفلام العربية
- محمد بن إسماعيل على موقع قاعدة بيانات الفيلم (الإنجليزية)